# Донна Даглас
Донна Даглас (Дуглас) (англ. Donna Douglas, урождённая Дорис Смит (англ. Doris Smith), 26 сентября 1932 — 1 января 2015) — американская актриса, певица и писательница, известная ролью Элли Мэй Клампетт в популярном в 1960-е годы комедийном телесериале «Деревенщина из Беверли-Хиллз».
Её актёрский дебют состоялся на телевидении в 1956 году, после чего она появилась более чем в двух десятках телесериалов на протяжении последующих трёх десятилетий, среди которых «Сумеречная зона», «Мистер Эд», «Триллер», «Доктор Килдэр» и «Ночная галерея». В 1963 году она стала обладательницей премии «Золотой глобус» в номинации «Мисс Золотой глобус».
Помимо актёрской карьеры Даглас была известна в качестве исполнительницы госпел, записав при этом несколько музыкальных альбомов. Она также выступала в докладами и лекциями на религиозную тематику в молодёжных, школьных и церковных группах. Даглас выступал с поддержкой многих христианских детских домов на юге США. В 2000-х она написала и опубликовала серию детских религиозных книг на библейские темы.
Актриса дважды была замужем, родила в 1954 году от своего первого мужа сына Дэнни Борджеса. На протяжении многих лет она поддерживала близкие дружеские отношения с актёром Бадди Эбсеном. Донна Даглас умерла от рака поджелудочной железы в Луизиане 1 января 2015 года в возрасте 82 лет.

## Награды
- 1963 — «Золотой глобус» — Мисс «Золотой глобус»